# Joan Pau I
Joan Pau I   (Canale d'Agordo, 17 d'octubre de 1912 - Ciutat del Vaticà, 28 de setembre de 1978), nascut Albino Luciani va ser el 263è bisbe de Roma i papa de l'Església catòlica, 5è sobirà de l'Estat de la Ciutat del Vaticà, juntament amb els altres títols propis del Romà Pontífex.
Va ser elegit el 26 d'agost de 1978 i el seu pontificat és el desè pontificat més curt de la història de l'Església catòlica: la seva mort es va produir només 33 dies després de la seva elecció al tron de Pere. El 2017 va ser declarat venerable pel papa Francesc. El 13 d'octubre de 2021 el mateix pontífex va autoritzar la promulgació del decret que sancionava el miracle atribuït a la intercessió de Joan Pau I; aquest pas el va fer apte per a la beatificació, que va ser celebrada pel papa Francesc el 4 de setembre de 2022 a les 10:30 a la plaça de Sant Pere.
És recordat amb els noms afectuosos del Papa del somriure i el Somriure de Déu'. Time i altres setmanaris anglosaxons l'anomenaren The September Pope, "El Papa de setembre". Se li ha dedicat un museu, situat en un edifici del segle xvii al costat de l'església parroquial de Canale d'Agordo, el seu poble natal.

## Biografia

### Els anys de Belluno
| «                                                                      | Els diaris ho van recordar, potser massa, que la meva família era pobre. Us puc confirmar que durant l'any de la invasió vaig passar gana realment, i després també; almenys podré entendre els problemes dels qui tenen gana! | » |
| — El Papa Joan Pau I a l'audiència de Belluno el 3 de setembre de 1978 | |   |

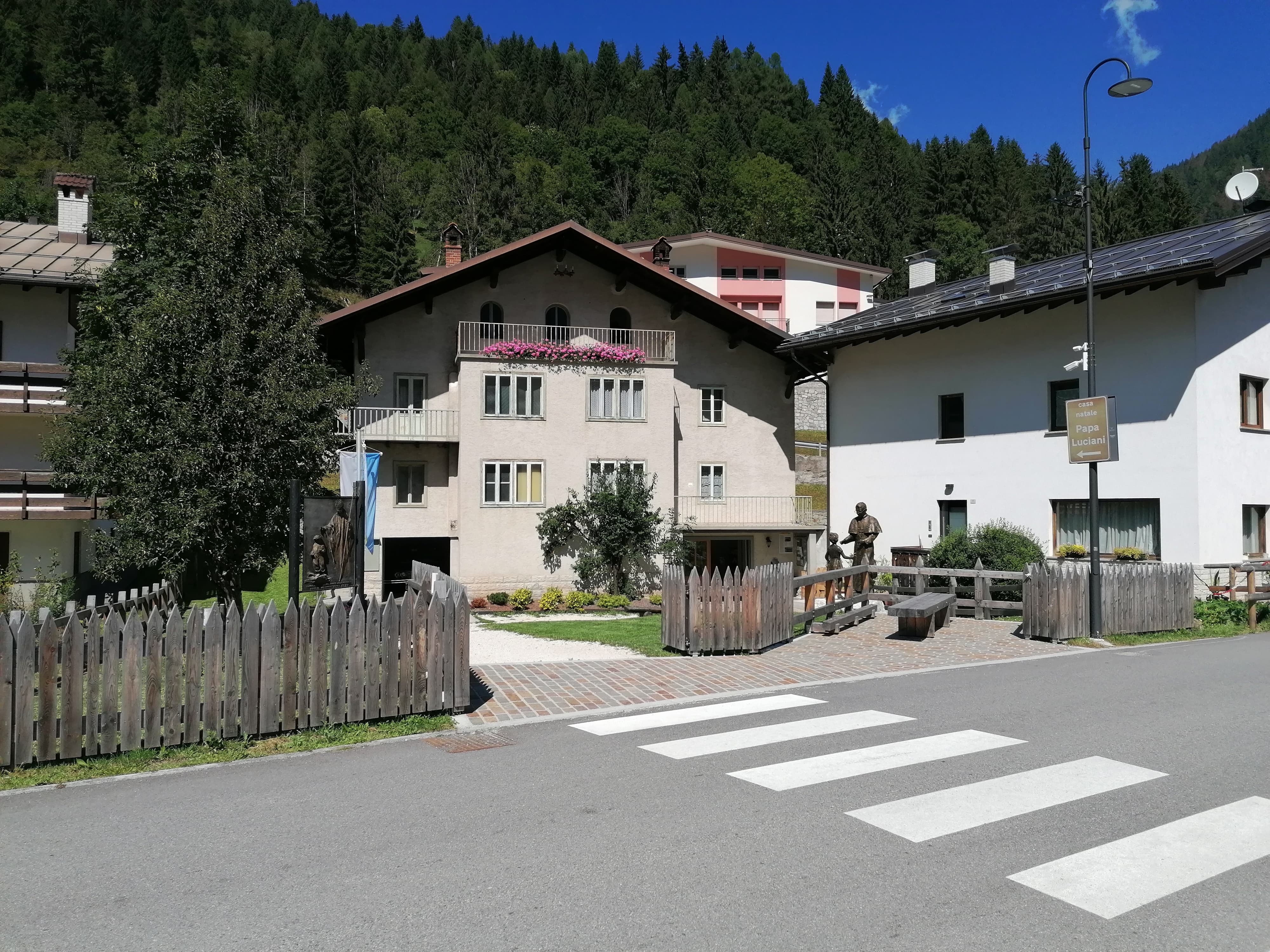
Casa natal del papa Giovanni Paolo I

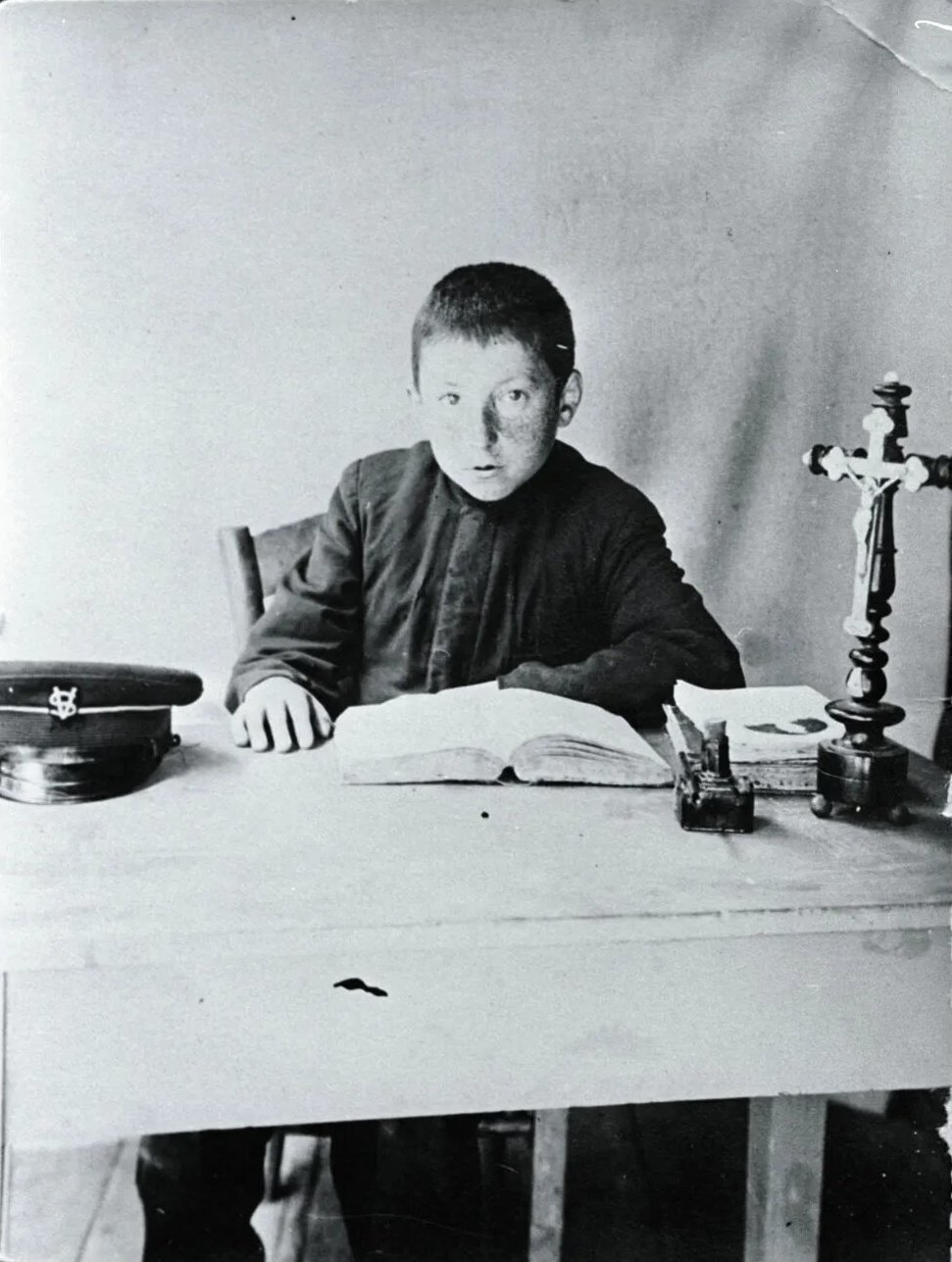
Foto d'Albino Luciani presa entre 1922 i 1923, quan tenia uns 10 anys

Nascut de Giovanni Luciani (1872-1952) i Bortola Tancon (1879-1948), la seva segona esposa, va tenir tres germans: Tranquillo Federico (1915-1916), Edoardo (1917-2008) i Antonia, dita Nina, (1920-2009). Del primer matrimoni del pare amb Rosa, que va morir de tuberculosi l'any 1906, van néixer cinc fills: tres nois, que van morir tots immediatament després de donar a llum i que van rebre el mateix nom: Albino, i dues noies, sordes i mudes: Amalia. (1900 -1938) i Pia (1902-1969), que es va fer monja. El pare, d'idees socialistes, va emigrar més tard a Suïssa per treballar. Als deu anys, i després d'haver viscut en la pobresa durant la Primera Guerra Mundial, la seva mare va morir i el seu pare es va casar amb una dona molt devota. Va ser aleshores quan va començar la seva vocació sacerdotal, segons les seves declaracions, gràcies a les paraules d'un frare caputxí. L'octubre de 1923 Albino va entrar al seminari interdiocesà menor de Feltre i més tard, el 1928, al seminari interdiocesà major de Belluno .

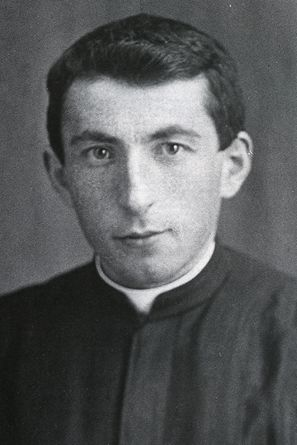
El jove Albino Luciani el 1932

Va ser ordenat diaca el 2 de febrer de 1935 i prevere el 7 de juliol del mateix any a l'església rectoral de San Pietro Apostolo de Belluno (adjacent al Seminari Gregorià). De seguida fou nomenat capellà i vicari cooperatiu de Canale d'Agordo (9 de juliol), però ja el 21 de desembre fou traslladat a Agordo, d'on fou capellà fins al juliol de 1937, i on també ensenyava religió a l'institut miner. Després va ser professor al Seminari Gregorià de Belluno (1937-1958) i, a partir de l'1 d'octubre, vicerector (1937-1947).
El 27 de febrer de 1947 es va llicenciar en teologia sagrada a la Pontifícia Universitat Gregoriana de Roma amb una tesi sobre L'origen de l'ànima humana segons Antonio Rosmini: la de Luciani i els seus parlants va ser sens dubte una opció agosarada, ja que va ser un autor amb dos llibres posats a l'Índex, a l'època encara no totalment rehabilitats per l'Església. Al novembre va ser nomenat per monsenyor Girolamo Bortignon procanceller episcopal de la diòcesi de Belluno; el mes següent també va ser nomenat cambrer secret supernumerari i secretari del sínode interdiocesà (precisament per la redacció d'aquest text a la primavera de 1947) es retirà durant un mes a la Cartoixa de Vedana, a l'apartament del "bisbat"). A aquests nomenaments, el 2 de febrer de 1948 s'hi van afegir també els de provícar general de la diòcesi de Belluno i director de l'oficina catequètica diocesana.
El 1954 esdevingué vicari general de la diòcesi de Belluno; mentrestant (1949) havia publicat el volum Catequesis en molles; sis edicions del llibre es publicaran a Itàlia i una també a Colòmbia. El 30 de juny de 1956 va ser nomenat canonge de la catedral de Belluno.
En aquells anys li van diagnosticar erròniament una tuberculosi incurable i per això es va veure obligat a abandonar la parròquia i anar al sanatori de Sondalo, a la Valtellina, on els metges van notar l'error dels seus companys, diagnosticant i tractant la veritable malaltia: la pneumònia. Luciani va ser proposat diverses vegades per al seu nomenament com a bisbe, però va ser rebutjat dues vegades a causa de la seva mala salut, veu feble, baixa estatura i aspecte humil.

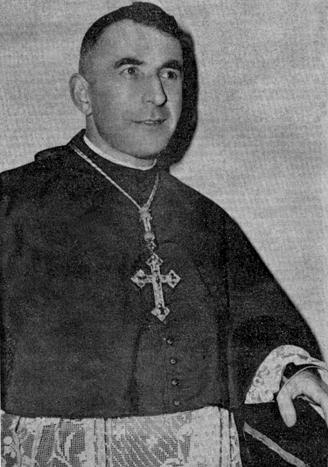
Luciani el 1958

Després de l'ascens al tron de Pere de Joan XXIII, el 15 de desembre de 1958 va ser finalment promogut bisbe de Vittorio Veneto. En aquest sentit es diu que el papa Joan, rebutjant les diverses perplexitats sobre els motius pels quals no havia estat ascendit fins aleshores, relacionats principalment amb les seves precaries condicions de salut, va sentenciar amb bondat:
| « | ... voldrà dir que morirà bisbe. | » |

Va rebre la consagració episcopal a la Basílica de Sant Pere del Vaticà el 27 de desembre per la imposició de les mans de Joan XXIII, co-consagrant els bisbes de Pàdua i Belluno-Feltre, Girolamo Bartolomeo Bortignon i Gioacchino Muccin. Amb ell també va ser consagrat monsenyor Charles Msaklia, natural de Tanzània: els dos seguiran sent amics i serà gràcies a aquest prelat africà que Luciani començarà a conèixer la realitat de l'Església catòlica a l' Àfrica.

### Luciani bisbe de Vittorio Veneto

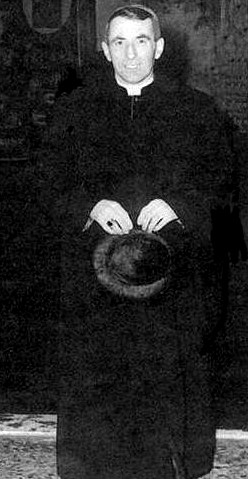
Albino Luciani bisbe de Vittorio Veneto

Luciani va prendre possessió de la diòcesi l'11 de gener de 1959. El "període victorià" serà decisiu per a la seva formació. De seguida van començar les visites pastorals a les parròquies. Luciani, que no havia pensat mai en una carrera eclesiàstica en la seva vida, va abandonar de mala gana Belluno, agafant les regnes d'una diòcesi amb un estat financer en greu dèficit: de fet, aquells eren els anys en què l'IOR, més conegut com el Banc del Vaticà., havia entrat en crisi.
Luciani no va amagar que amb prou feines podia suportar la gestió econòmica de l'Església, sobretot en els anys en què l'IOR estava dirigit per l'arquebisbe nord-americà Paul Marcinkus, argumentant que l'Església hauria de tenir una conducta econòmica el més transparent possible i coherent amb els ensenyaments de l'Evangeli.
Durant els anys de l'episcopat a Vittorio Veneto va mostrar sobretot una capacitat insuperable com a catequista, per la seva capacitat de fer-se entendre per tothom, fins i tot per nens i persones de poca cultura, per la seva claredat en l'exposició, la seva capacitat de síntesi i la seva tendència. per evitar discursos i lectures difícils, malgrat la cultura profunda que tenia. Sempre va recomanar el mateix als seus sacerdots.
Es va mostrar intolerant amb el deure de residir al castell de San Martino, la residència històrica dels bisbes victorians, situada en una posició enfilada i apartada de la ciutat de Vittorio Veneto: hauria preferit un habitatge més proper a la seva gent. Va advertir per endavant els nous vents de la "protesta", reafirmant la importància de l'Acció Catòlica, que començava a sentir el pes dels anys.
Va dedicar molta atenció a la formació dels joves i va sol·licitar la participació dels laics en la vida activa de l'Església, que aleshores encara era força limitada. El seu caràcter bondadós, però, no estava inclinat a les idees actuals de la moda i, per exemple, un cop esdevingut Patriarca, va lluitar obertament contra la institució del divorci durant el referèndum de 1974, oposant-se obertament com a bisbe a algunes associacions catòliques. que es basaven en la FUCI veneciana i en canvi van prendre partit a favor del divorci.

### Luciani i l'Església africana

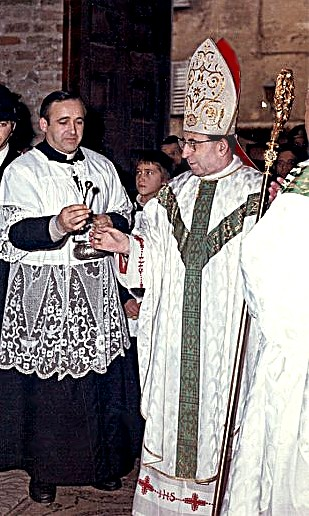
Albino Luciani, patriarca de Venècia, en una celebració a la basílica de Sant'Eufemia a Grado el 1972

El març de 1962 va rebre la visita de monsenyor André Makarakiza, membre d'una família noble de Burundi, que es va convertir al catolicisme i més tard esdevingué sacerdot i posteriorment bisbe de Ngozi. Monsenyor havia vingut a demanar a Luciani uns sacerdots per a la seva pròpia diòcesi. Aquest últim va consentir, conscient de la necessitat de sacerdots a les poblacions locals. L'elecció va recaure en el jove Don Vittore De Rosso de Farra di Soligo, que estava destinat a la diòcesi de Kuntega, Burundi. Va marxar al desembre sense recursos econòmics per la greu situació financera de la diòcesi. Va ser el primer sacerdot missioner Fidei donum de la diòcesi de Vittorio Veneto ; dos més s'afegirien l'any següent.
Uns anys més tard, els tres missioners van demanar i aconseguir del seu bisbe que celebressin la missa no en llatí sinó en la llengua local, i que es comuniqués als fidels amb la mà i no per la boca, per motius higiènics: tot això abans de les disposicions introduïdes després del Concili Vaticà II. Del 16 d'agost al 2 de setembre de 1966, Luciani va fer una històrica visita pastoral a les missions africanes de la seva diòcesi, durant la qual va conèixer els costums i tradicions de les poblacions locals, va celebrar la missa en esglésies multitudinàries, va aprendre una mica de la llengua kirundi, i va lluitar amb el clima i els mosquits i va patir tota una sèrie d'esdeveniments inesperats, inclosa una paparra sota una ungla i l'empantanament del jeep en què viatjava: en aquella ocasió Luciani no va tenir cap problema per baixar del vehicle i empènyer el cotxe juntament amb els altres.
Aquesta sèrie de trobades properes amb les realitats africanes, així com les posteriors a l'Amèrica del Sud, no van fer sinó augmentar la sensibilitat del futur papa davant els problemes dels pobles del tercer món.

### El Cisma Montaner

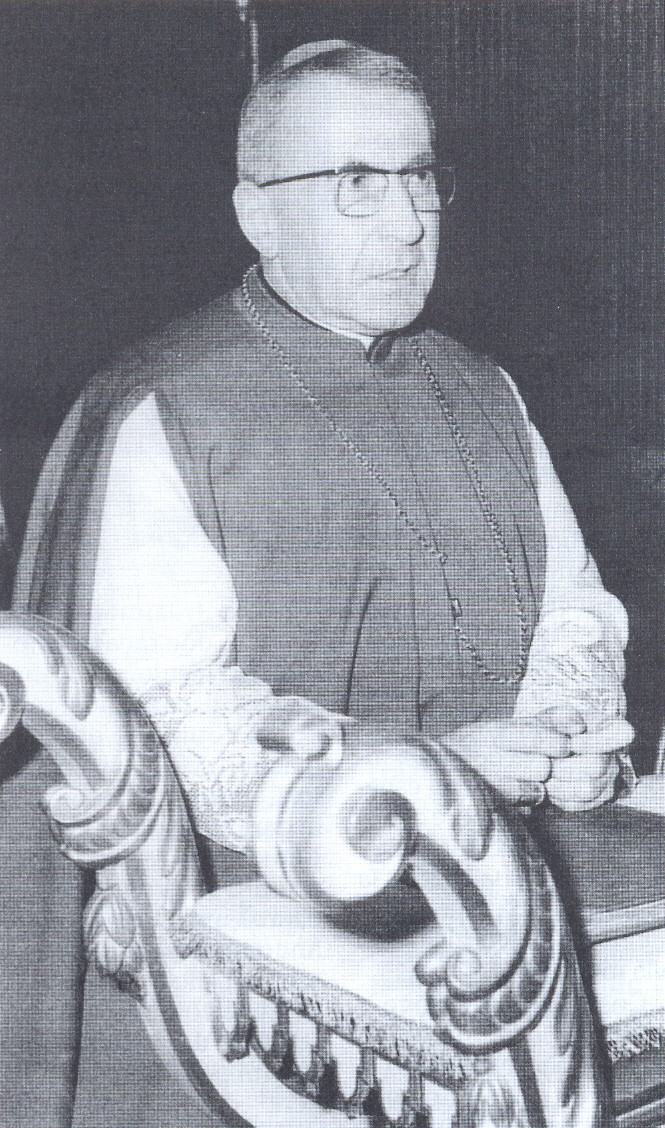
Albino Luciani el 1966

Entre 1966 i 1967 el bisbe Luciani es va trobar davant d'una qüestió espinosa relativa a la parròquia de Montaner, una fracció del municipi de Sarmede, als vessants del Cansiglio. El 13 de desembre de 1966 va morir l'ancià rector don Giuseppe Faè, estimat per la població. En els dies següents es va desenvolupar entre els veïns la idea que el capellà Antonio Botteon, que s'havia ocupat de l'antic prebost durant els tres últims anys de la seva vida, podria fer-se càrrec. Tanmateix, Luciani va jutjar Botteon massa jove per administrar una parròquia en solitari i va nomenar Don Giovanni Gava com a nou rector de Montaner, la inauguració del qual hauria d'haver tingut lloc el 22 de gener de 1967.
Un grup de vilatans va desautoritzar l'elecció del bisbe i van formar un comitè, demanant la petició del nomenament del capellà com a pastor, o almenys la seva confirmació a Montaner com a pastor adjunt. La resposta de Mons. Luciani va ser negatiu: de fet va subratllar que el codi de dret canònic no contemplava l'elecció del prebost per part dels feligresos, llevat de certs casos de mecenatge especialment antics, en tot cas ja no instituïts arran d'una modificació legislativa de 1917, el nomenament d'un pastor ajudant, es considerava sobreabundant per a un poble tan petit. La fermesa del bisbe va provocar una reacció molt dura de la població: alguns feligresos van anar a tapiar les portes i finestres de l'església i la rectoria per evitar que el capellà Botteon marxés.
Montaner es va dividir llavors entre els partidaris del capellà Botteon com a nou rector de la parròquia i els que, en canvi, no consideraven correcte rebel·lar-se contra el bisbe. La polèmica entre les dues faccions es va intensificar i també es va traduir en actes de violència mútua, fins al punt que el país va haver d'estar permanentment custodiat pels carabinieri. En la confusió que es va produir, es va estendre el rumor que s'havien trobat armes a Montaner; això no va ser negat per la població, ja que molts tenien armes i fusells a casa des de la Segona Guerra Mundial.
El 9 de febrer de 1967, una delegació de montaneresos va marxar a Roma amb la vana esperança d'una entrevista amb el papa Pau VI. En el punt àlgid de les tensions i després de diverses mediacions fallides, el 12 de setembre de 1967 Albino Luciani es va dirigir personalment a Montaner, acompanyat pel comissari adjunt de Treviso, per uns comissaris, policies i un autobús de carrabiners, cridats per escortar el bisbe, malgrat ell mateix no havia demanat la intervenció.
Per castigar la desobediència dels feligresos, Luciani va entrar a l'església, va agafar les hosties consagrades del tabernacle i va ordenar l'interdicció contra la parròquia: a partir d'aquell moment cap sacerdot ja no podia celebrar funcions ni administrar els sagraments. Els feligresos dissidents, lluny d'acceptar la disposició, van decidir, per tant, dur a terme el que es va anomenar un "cisma", establint una comunitat ortodoxa a la vila i construint un temple consagrat al nou culte.

### Concili Vaticà II

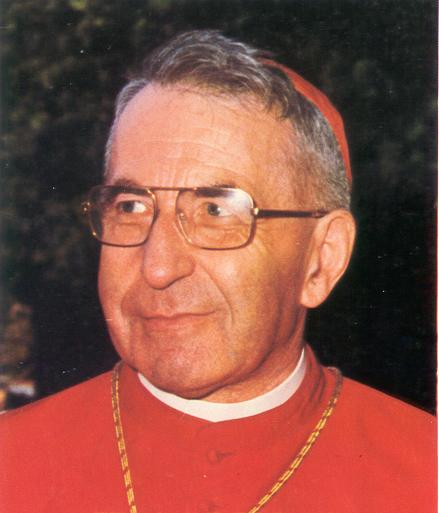
Albino Luciani, patriarca de Venècia, el 1969

El bisbe Luciani va participar en les quatre sessions del Concili Vaticà II (1962-1965), intervenint i donant-se així a conèixer entre les files de l'Església catòlica. El 15 de desembre de 1969, el papa Pau VI va nomenar Luciani com a patriarca de Venècia. Ni tan sols cinquanta dies més tard, l'1 de febrer de 1970, Luciani va rebre la ciutadania honorífica de Vittorio Veneto.

## Patriarca i cardenal Luciani

Escut cardenalici d'Albino Luciani

Patriarca en els anys difícils de la protesta, no li va faltar el seu suport i el seu diàleg directe amb els treballadors de Marghera, sovint en agitació. També per això va madurar la consciència de la necessitat per part de l'Església d'adaptar-se als nous temps i d'apropar-se al poble; això li va valer la simpatia dels venecians.
Fins i tot a Venècia es va trobar amb la crisi econòmica. Poc aficionat a la pompa, també per això era partidari de la venda d'objectes sagrats i preciosos propietat de l'Església. Entre el 12 i el 14 de juny de 1971 va fer un viatge pastoral a Suïssa. Tres dies més tard va ser nomenat vicepresident de la Conferència Episcopal Italiana, càrrec que ocuparia fins al 2 de juny de 1975. També l'any 1971 va proposar a les esglésies riques d'Occident de donar un per cent dels seus ingressos a les esglésies pobres del Tercer Món.

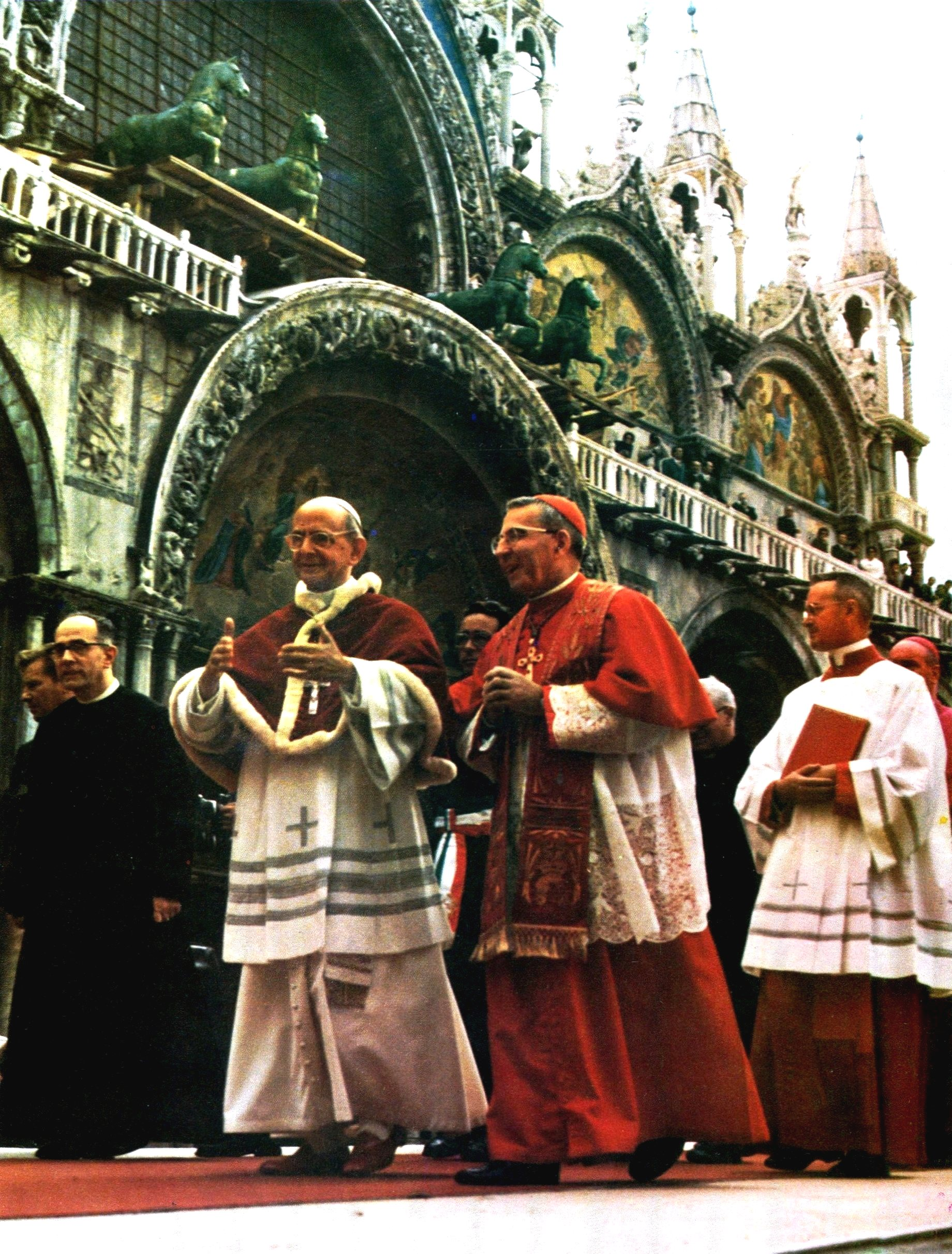
El papa Pau VI en una visita a Venècia l'any 1972 amb el patriarca Albino Luciani, que porta l'estola que el mateix papa li havia donat uns instants abans.

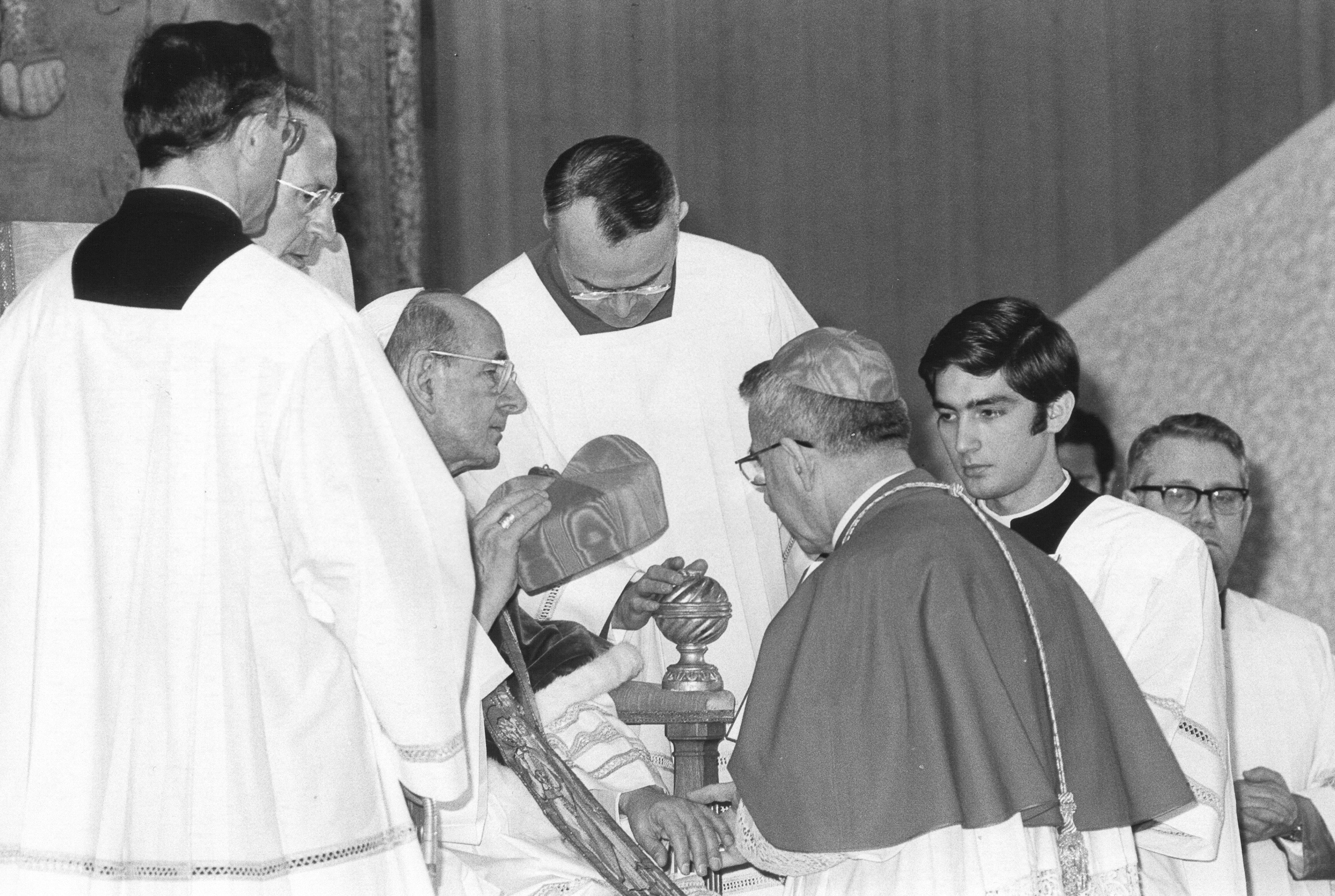
Pau VI imposant el barret del cardenal al patriarca Luciani, 5 de març de 1973

El 16 de setembre de 1972, el patriarca Luciani va rebre Pau VI en visita pastoral. En acabar la missa a la plaça de Sant Marc, el Pontífex es va treure la seva estola papal, la va mostrar a la multitud i davant de vint mil persones la va posar a les espatlles del Patriarca Luciani, amb un gest que semblava el d'una investidura, fent ell es posés vermell de vergonya... Hi ha un document fotogràfic de l'episodi, però no va ser captat per les càmeres, que ja havien tancat la connexió. La premsa deia que Pau VI havia escollit el seu successor: per confirmar-ho, uns mesos més tard Pau VI anunciava un consistori i Luciani era el primer a la llista de candidats a la porpra. El 5 de març de 1973 de fet va ser creat cardenal del títol de Sant Marc a Roma pel mateix pontífex.
L'any següent, amb motiu de la campanya electoral per al referèndum sobre el divorci, va dissoldre la secció veneciana de la FUCI, la Federació d'estudiants universitaris catòlics, perquè era partidari del no a l'abrogació de la " Llei Fortuna", contràriament a les indicacions de la Cúria. Entre el 27 de setembre i el 26 d'octubre del mateix any va participar a Roma en la tercera Assemblea General Ordinària del Sínode dels Bisbes sobre el tema: "L'evangelització en el món modern".
El 1975 el va veure dues vegades a l'estranger per a altres viatges pastorals, el 18 de maig a Alemanya i del 6 al 21 de novembre al Brasil, on la universitat estatal de Santa Maria a Rio Grande do Sul li va atorgar un títol honoris causa. Va ser al Brasil on va impressionar molts prelats amb la seva profunda humilitat i devoció. El gener de 1976 va publicar Illustrissimi, un recull de cartes imaginàries (escrites entre 1971 i 1975 i publicades mensualment a la revista "Il Messaggero di S. Antonio") adreçades a personatges històrics o literaris. El llibre va tenir un gran èxit editorial i va ser traduït a nombrosos idiomes.
Des que es va instal·lar a Venècia, sempre va portar el clàssic vestit sacerdotal fosc, poques vegades portava la faixa carmesí d'un bisbe i després vermella d'un cardenal i, per tant, va atreure moltes crítiques dels fidels venecians entusiastes. Va ser una altra prova de la seva recerca de la senzillesa.

### La trobada amb Sor Lùcia dos Santos
El 10 de juliol de 1977, l'aleshores cardenal Luciani, molt devot a la Mare de Déu de Fàtima, acceptant la invitació de Sor Lúcia dos Santos, va anar en pelegrinatge a Cova da Iria i va conèixer la visionària al Carmel de Coïmbra, amb qui es va quedar durant dues hores de conversa. Sor Lucía li hauria revelat el contingut del tercer secret de Fàtima i s'hauria impressionat considerablement. Un cop tornat a Itàlia, descriu així aquella trobada: "La monja és petita, viva, bastant xerradora... parlant, revela una gran sensibilitat per tot allò que preocupa avui a l'Església amb els seus problemes aguts...; la monja va insistir amb mi en la necessitat de tenir avui cristians i sobretot seminaristes, novicis i novícies, seriosament decidits a ser de Déu, sense reserves, amb tanta energia i convicció em va parlar de monges, sacerdots i cristians de cap ferm. Radical com els sants: ou tudo ou nada, o tot o res, si realment vols pertànyer a Déu".
També es diu que sor Lucia va predir la seva elecció i breu pontificat a Luciani, anomenant-lo "Sant Pare";però l'any 2006 el secretari d'Estat del Vaticà, Tarcisio Bertone, va definir aquesta història com una "tesi antiga i sense fonament": després de l'entrevista, la monja es va limitar a dir a les seves germanes que, si havia estat elegit per al pontificat, ell seria un excel·lent papa. No obstant això, es recorda que el seu germà Edoardo va dir que va veure tornar el cardenal Luciani molt sacsejat pel viatge a Fàtima: s'havia quedat en silenci i sovint absorbit en els seus pensaments i, quan li van preguntar què tenia, Albino va respondre: "Sempre penso en el que va dir Sor Lucia". En aquest sentit, monsenyor Mario Senigaglia, que va ser secretari del patriarca Luciani fins al 1976, va descartar que l'actitud de Luciani denunciada pel seu germà fos necessàriament deguda a la revelació de secrets particulars que el concernien: segons el que li havia dit el mateix cardenal el al seu retorn del viatge, havia parlat llargament amb Lucia sobre els problemes de l'Església i sobre aquests temes Luciani podria haver tornat més tard per reflexionar amb preocupació.

### Adéu a Venècia

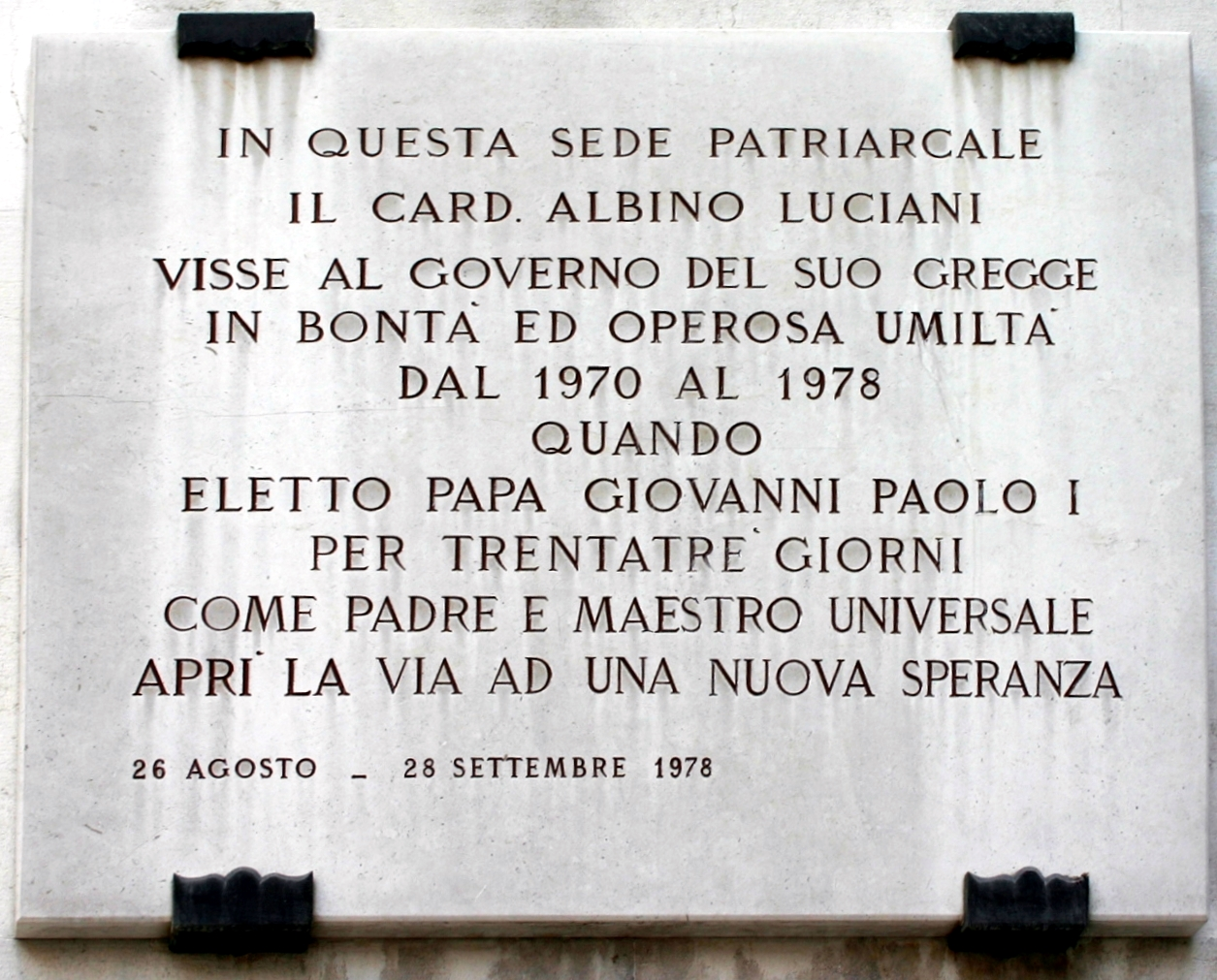
Placa commemorativa del Patriarcat de Venècia

El cardenal Luciani va abandonar Venècia per última vegada el 10 d'agost de 1978 per al conclave del qual sortiria com a papa el 26 d'agost, el segon dia de votació. Va ser el tercer patriarca de Venècia del segle xx, després de Giuseppe Sarto (Sant Pius X) i Angelo Giuseppe Roncalli (Sant Joan XXIII), en ser cridat al tron de Pere. En la seva última missa, celebrada a la catedral marciana, va convidar repetidament els fidels a pregar a la Mare de Déu per l'elecció del papa i pel futur pontífex.

## El pontificat
| «                 | No tinc ni la sapientia cordis del papa Joan ni la preparació i cultura del papa Pau, però estic al seu lloc, he d'intentar servir l'Església. Espero que m'ajudeu amb les vostres oracions. | » |
| — Papa Joan Pau I | |   |

El regnat del papa Luciani a la càtedra de Pere va ser molt breu, només va durar 33 dies.

### L'elecció

El recentment elegit Papa Joan Pau I mira els fidels a la plaça de Sant Pere per la benedicció després de les eleccions

Escut del papa Joan Pau I: D'atzur, a la muntanya de sis cims d'argent que emergeixen de la punta, coronats per tres estels d'or, disposats un i dos, amb el cap patriarcal de Venècia: plata carregada d'un lleó que passa, mirant, subjectant amb la pota anterior dreta un llibre que porta la inscripció PAX TIBI MARCE EVANGELISTA MEUS, tot d'or

La seva elecció hauria estat proposada per l'arquebisbe de Florència, cardenal Giovanni Benelli, com a mediació entre diferents posicions, inclosa la més conservadora de la Cúria, que donava suport a l'arquebisbe de Gènova, cardenal Giuseppe Siri, el "gran centre de Montini". partidari de les reformes del Concili Vaticà II, i encara més progressista, que va donar suport als cardenals Sergio Pignedoli i Sebastiano Baggio. El cardenal Karol Wojtyla, hauria rebut també alguns vots, la candidatura del qual va ser presentada per aquells cardenals que esperaven una obertura internacionalista del Vaticà. Tanmateix, Luciani sempre va demanar que no se'ls tingués en compte i, efectivament, va ser ell qui va parlar primer d'un papa no italià.
De fet, sempre havia votat el cardenal Aloísio Lorscheider, un franciscà que havia conegut al Brasil i que en canvi es trobava entre els partidaris més ardents de Luciani, sobretot perquè mai va oblidar aquella visita al Brasil. En tot cas, el conclave va ser molt ràpid i va acabar després de només quatre votacions, que van tenir lloc el mateix dia: a les 19.18 hores del 26 d'agost de 1978 es van obrir les finestres de la façana central de la Basílica Vaticana, només havien passat vint-i-sis hores i mitja des del tancament de les portes del Conclave i el nou papa ja havia estat escollit. Immediatament després va aparèixer el gran drap vermell amb l'escut papal i aleshores el cardenal protodiaca Pericle Felici va anunciar l'Habemus Papam. Luciani havia estat elegit 263è successor de Pere amb una majoria molt àmplia (101 vots entre els 111 cardinaux, el quòrum més elevat als conclaves del segle xx).
La sorpresa de la multitud a la plaça va ser gran, ja que el fum, probablement a causa d'un error del cardenal fogoner, va ser inicialment gris clar i després es va tornar negre (en particular, després de la mort sobtada del papa Luciani, diverses teories de la conspiració van vincular el fum negre a mal presagi). La situació d'incertesa va durar fins a l'anunci de Ràdio Vaticana i l'obertura simultània de la balconada (només al conclave de 2005 s'introduiran les campanes de la festa després del fum). Tan bon punt va ser elegit li hauria agradat parlar amb la multitud, però el mestre de cerimònies li ho va impedir, argumentant que no era la tradició. El Papa Joan Pau II cinquanta dies després, trencaria el cerimonial i saludaria la multitud, a més de la tradicional benedicció Urbi et Orbi.
Aquest va ser el primer senyal del canvi que Luciani, encara que per poc temps, hauria iniciat a l'Església. A més, en el moment de la seva elecció, L'Osservatore Romano va enviar a imprimir l'edició extraordinària de l'elecció del nou papa amb un error (Albinum Luciani qui sibi *nominem imposuit Ioannem Paulum I), que va fer còpies d'aquell diari una peça. molt rar, comparable al famós segell rosa Gronchi; en les hores següents, de fet, van corregir de seguida l'error, retirant l'anterior diari i posant en circulació la segona edició, corregint el "nominem" erroni amb el "nomen" correcte, ja que el terme llatí és neutre.
Es deia que Luciani fou elegit més per "el que no era" que per "el que era": no era un coneixedor de la Cúria (que, segons alguns, podria haver-lo fet assumir un comandament autocràtic i centralitzat); malgrat la seva notable cultura, no era un intel·lectual altiu potencialment capaç d'avergonyir els cardenals; ni tan sols era estranger, cosa que per als cardenals italians podria haver constituït una seguretat. El patriarca no esperava gens la seva elecció al tron de Pere. El mateix dia que va entrar al conclave, va anar a instar el mecànic a arreglar ràpidament el seu vell cotxe, que s'havia avariat a les portes de Roma, dient-li:
Si us plau, fes-ho el més aviat possible. Hauré de tornar a Venècia d'aquí a uns dies i no sé com recuperar el cotxe si l'hagués de deixar aquí...¡¡
A la seva germana Antònia també li va dir:
No hi ha cap perill per a mi.

### L'elecció del nom
Per primera vegada en els dos mil anys d'història de l'Església, Luciani va triar un doble nom, en deferència als dos papes que l'havien precedit: Joan XXIII, que l'havia consagrat bisbe, i Pau VI, que l'havia creat cardenal. Anunciant l'elecció amb el tradicional Habemus Papam, el cardenal protodiaca Pericle Felici va afegir el nombre ordinal després del nom : « qui sibi nomen imposuit Ioannis Pauli Primi » .
Va ser el mateix Luciani qui ho va sol·licitar: de fet és costum que el pontífex que escull un nom pontifical mai utilitzat per cap dels seus predecessors no assumeixi l'ordinal, que se li atribueix pòstumament només en el cas que el seu successor esculli el mateix nom. Luciani, en canvi, al llarg del seu breu pontificat, sempre va ser anomenat Joan Pau I o Giovanpaolo I (que va caure en desús immediatament després de la seva mort), però mai només Joan Pau, a diferència del que va passar amb el nom pontifici del posterior papa Francesc, al qual no s'ha afegit oficialment cap número ordinal (el mateix papa italo-argentí ha precisat que només vol dir-se "Francesc" i no "Francesc I").
És possible que l'opció d'afegir el numeral estigués lligada a la novetat que, tot i que el nom era inèdit, encara estava constituït per la unió del nom dels dos predecessors, i el numeral jo volia subratllar la novetat en la continuïtat, en nom dels dos predecessors que havien dirigit el Concili. L'endemà de l'elecció, Luciani hauria confiat al seu germà Edoardo que el seu primer pensament havia estat anomenar-se Pius XIII, però havia deixat de pensar en els sectors de l'Església que haurien explotat aquesta elecció. Poc després va pensar en "Giampaolo I" per les raons anteriors, però els cardenals el van convèncer que li sonava massa familiar i que era millor "Giovanni Paolo" (més tard, més tard, per alguns mitjans italians contractats a "Giovanpaolo").
Joan Pau va ser el primer nom inèdit triat per un pontífex de l'època del papa Landó (mort l'any 914). Des de llavors, durant més de mil anys, tots els papes s'havien donat o tenien noms que ja pertanyien a algun dels seus predecessors. El seu successor, Karol Wojtyła, també havia pensat inicialment en Estanislau, patró de Polònia, però més tard escollirà Joan Pau II en memòria de Luciani. La novetat sobre el nom pontifici introduïda per Luciani va ser repetida l'any 2013 pel cardenal italo-argentí Jorge Mario Bergoglio que va escollir un nou nom en la història dels papes, "Francesco".
Després de la designació, Joan Pau I va establir un ambient d'optimisme i de reformes. No obstant això, mai va poder anar més enllà de les propostes. Va morir, pel que sembla d'un infart, el 28 de setembre de 1978, trenta-tres dies després de ser proclamat papa, la qual cosa feu del seu un dels pontificats més curts de la història.

### Fets destacats del pontificat
El 27 d'agost, l'endemà de la seva elecció, a les 9.30 hores, va presidir una concelebració eucarística amb els conclavistes amb la participació dels cardenals majors de vuitanta anys, al final de la qual va dirigir el missatge de ràdio Urbi et Orbi. El mateix dia va recitar el seu primer Àngelus. Més tard va prendre possessió de l'apartament privat del tercer pis del Palau Apostòlic, amb el secretari Don Diego Lorenzi. El dilluns 28 d'agost va nomenar el cardenal Jean-Marie Villot secretari d'estat i va confirmar tots els càrrecs oficials de la Cúria
El 2 de setembre va rebre la seva família i es va reunir amb les delegacions de les Esglésies no catòliques. L'endemà, diumenge 3 de setembre, va recitar el seu segon Angelus. Havent renunciat a la coronació, aquell vespre celebrà la missa solemne d'inici del ministeri petrí a la plaça de Sant Pere.
El 5 de setembre va rebre en audiència privada Nikodim, arquebisbe ortodox, metropolità de Leningrad i Novgorod, el qual, després d'haver parlat amb el pontífex, es va esfondrar i va morir als seus braços. Després del moment dramàtic, el papa va exclamar:
Déu meu, Déu meu, això també m'havia de passar.
El papa, dos dies després de l'esdeveniment, va dir públicament d'aquesta reunió:
Fa dos dies el metropolità Nikodim de Petersburg va morir als meus braços. Vaig respondre a la seva adreça. Us asseguro que en la meva vida mai he sentit paraules tan belles per a l'Església com les que va pronunciar ell. No puc repetir-los, segueix sent un secret".
El mateix dia va rebre en audiència els nuncis apostòlics a Austràlia, Sri Lanka i Tailàndia i els ministres del Brasil i Egipte. L'endemà, 6 de setembre, el pontífex va celebrar la seva primera audiència general sobre la humilitat. Va renunciar a la cadira gestatòria i va cridar un nen maltès perquè dialogés durant l'audiència. El 8 de setembre el pontífex va rebre en audiència la delegació russa: entre els membres presents hi havia el futur patriarca de Moscou i de totes les Rússies, Kirill. Per desig del Papa, el cardenal Willebrands representaria la Santa Seu al funeral del metropolità Nikodim a la Unió Soviètica.
El 10 de setembre va recitar el seu tercer Angelus, mentre que el 12 de setembre va iniciar relacions diplomàtiques amb les illes Fiji i va anar a resar a la tomba de Pau VI, un mes després del funeral. El 13 de setembre va celebrar la segona audiència general del pontificat, amb la fe com a tema central. Uns dies més tard, el 17 de setembre, durant el seu quart Angelus, va parlar de l'escola i de la societat i, comentant la seva elecció com a pontífex, va dir:
| «                                             | Ningú no va venir a dir-me: «Seràs papa». Oh! si m'haguessin dit! Si m'haguessin dit, hauria estudiat més, m'hauria preparat. Però ara sóc vell, no hi ha temps. | » |
| — (Joan Pau I, Angelus 17 de setembre de 1978 | |   |

A la tarda, acompanyat del cardenal Villot, va baixar a passejar pels jardins del Vaticà.
El 20 de setembre va celebrar la tercera audiència general, basant la catequesi en l'esperança. El mateix dia va escriure una carta als bisbes de les Conferències d'Argentina i Xile en referència a la disputa pel Canal de Beagle. Aquell vespre el seu germà Edoardo va sopar amb ell i es va quedar a dormir a l'apartament. El 21 de setembre va rebre la visita ad limina d'un grup de bisbes dels Estats Units i va dirigir una carta al president nord–americà Carter després de la conclusió de les converses de pau a Camp David. Va rebre en audiència el dominic Jean Jérôme Hamer, secretari de la Congregació per a la Doctrina de la Fe.
El 22 de setembre es van presentar les causes de la beatificació de Josep Gras i Granollers, sacerdot d'Agramunt, Juan Vicente Zengotita-Bengoa Lasuen, carmelita basc, i Giuseppe Beschin, franciscà italià. El 23 de setembre el pontífex va prendre possessió, amb una celebració solemne, de la càtedra romana de Sant Joan del Laterà; la cerimònia va anar precedida de la reunió als peus del Capitoli amb el concili municipal de Roma, encapçalat per l'alcalde Giulio Carlo Argan. L'endemà, diumenge 24 de setembre, va recitar el seu cinquè i últim Angelus. El 27 de setembre va saludar els pelegrins de parla alemanya a la basílica del Vaticà i més tard va celebrar la seva quarta i última audiència general sobre caritat. Cap al final de la trobada, va cridar un nen perquè l'ajudés amb la catequesi.
El 28 de setembre, darrer dia del seu pontificat, va rebre un grup de bisbes de les Filipines en visita ad limina i va concedir audiència al cardenal Bernardin Gantin i als seus col·laboradors, així com als nuncis apostòlics del Brasil i Holanda i a Gianni Crovato, director del diari Il Gazzettino. A la tarda el papa es va quedar a l'apartament. Abans de sopar es va reunir amb el secretari d'estat Jean Villot. Després de sopar, a les 21:00, va mantenir una conversa telefònica d'aproximadament mitja hora amb el cardenal Giovanni Colombo, arquebisbe de Milà, al final de la qual es va retirar a les seves habitacions.

### Les innovacions introduïdes per Luciani
Luciani va ser el primer pontífex que va voler parlar amb la multitud després de les eleccions però, com no era costum, va preferir renunciar. També va ser el primer a abandonar el tradicional pluralis maiestatis en els seus discursos, adreçant-se als fidels en primera persona, malgrat els zelosos custodis del protocol que van preferir ajustar-se a la tradició reconvertint els seus discursos per publicar-los a L'Osservatore Romano i en altres actes oficials, en els quals també falten diverses expressions improvisades i informals utilitzades per Luciani.
El seu ministeri va començar formalment el 3 de setembre amb una missa solemne a l'inici del ministeri petrí celebrada a la plaça davant de la basílica vaticana, on no se li posava la tiara al cap, sinó només el pal·li sobre les seves espatlles, i va rebre la salutació, un per un, dels cent quatre cardenals, que li renoven la seva obediència. Després de la tradició centenària de la coronació papal, Joan Pau I va optar per una cerimònia senzilla i sobria; aquest canvi serà imitat pels seus successors. Inicialment ni tan sols volia utilitzar la cadira gestatòria, però va cedir el pas per raons pràctiques: al estar molt per sobre del terra, va permetre als fidels gaudir d'una millor visibilitat del papa.
Va parlar de si mateix en termes humans i no va tenir cap escrúpol a admetre la timidesa del seu caràcter, recordant públicament el moment en què, encara patriarca de Venècia, Pau VI s'havia posat l'estola papal a les espatlles fent-lo "envermellir de vergonya", també. com la por que se'l va apoderar quan es va adonar que havia estat elegit papa; de fet, immediatament després de les eleccions, va dir als cardenals que l'acabaven d'elegir:
| « | Déu us perdoni el que heu fet. | » |

i, abans d'entrar a la loggia, repetia aquesta frase moltes vegades en llatí:
| « | Tempestas magna est super me. (Una gran tempesta està al meu damunt) | » |

### El seu pensament, el seu estil
| «                                         | Senyor, pren-me com sóc, amb els meus defectes, amb les meves mancances, però fes-me com tu em desitges. | » |
| — Pregària particular del Papa Joan Pau I | |   |

Teòleg culte, havia mostrat una certa obertura possibilista cap a la contracepció, fins i tot preparant un estudi que l'any 1965 va presentar a Pau VI.
Des de 1968, però, va ser considerat d'alguna manera un conservador i defensor públic de Humanae Vitae, que es disposava a ratificar amb una seva encíclica que mai va veure la llum. D'altra banda, però, en una carta a les seves diòcesis després de la promulgació de Humanae Vitae, va escriure: Confesso que […] en privat havia esperat que les dificultats molt greus que hi ha fossin superades i que la resposta del Mestre, que parla amb un carisma especial i en nom del Senyor, coincideixi, almenys en part, amb les esperances dels nombrosos matrimonis després que s'hagués constituït una comissió pontifícia especial per examinar la qüestió.

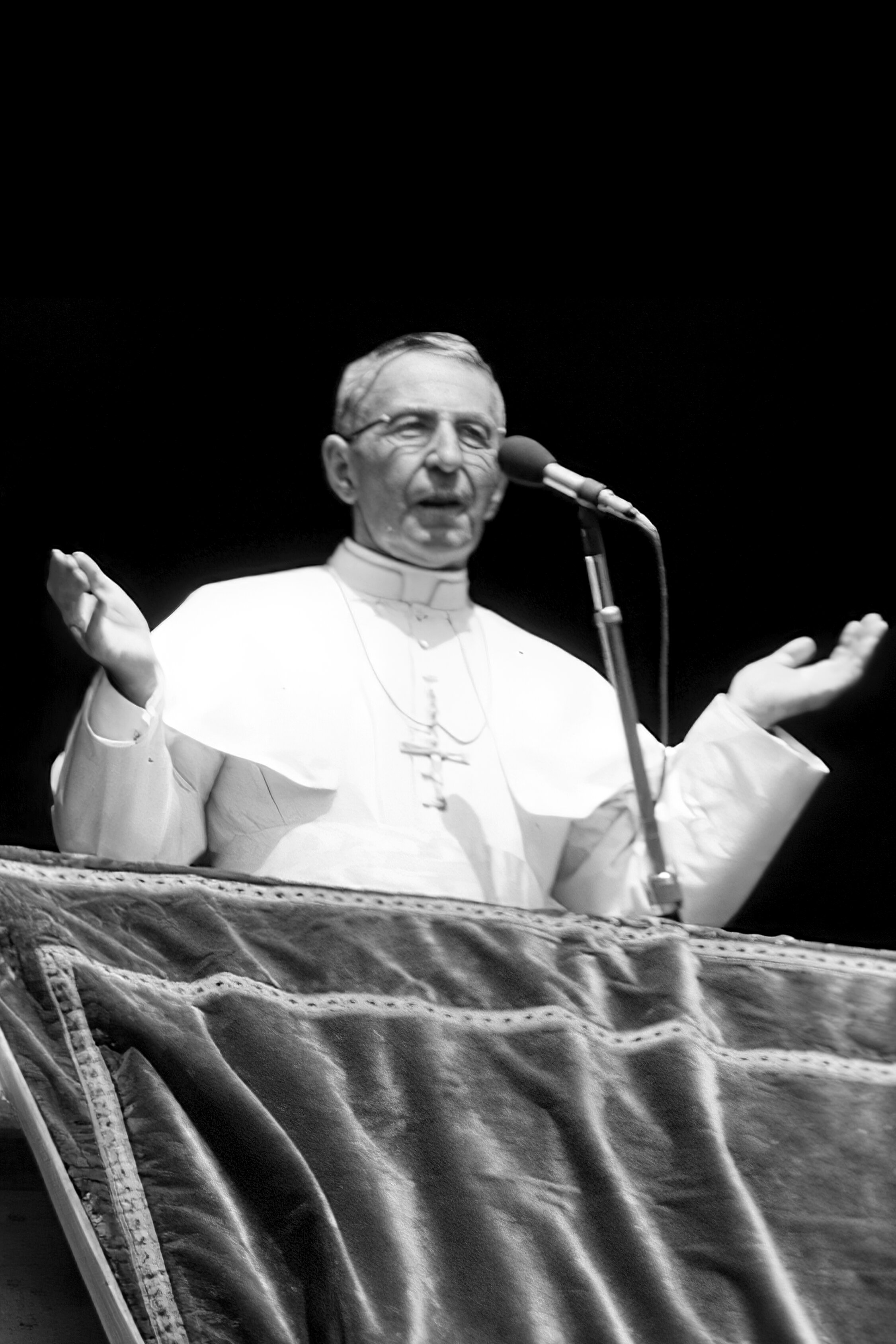
Joan Pau I durant l'Angelus des de la finestra del seu estudi al Palau Apostòlic

Una certa suavitat envers la qüestió dels anticonceptius i la contracepció també es va mostrar com a pontífex: un signe d'obertura al tema, després d'una conferència de les Nacions Unides sobre el tema de la superpoblació, va ser objecte de censura per part de L'Osservatore Romano, que no va fer publicar els comentaris papals. Des de l'època del Concili Vaticà II (en què va participar com a membre de la comissió ampliada sobre problemes familiars i de control de la natalitat), Luciani havia mostrat idees força progressistes, parlant de "maternitat responsable" i donant suport sota determinades condicions l'ús d'anticonceptius.
Joan Pau I, a més (com es desprèn del títol de l'encíclica que va voler escriure: "Els pobres i la pobresa al món "), es va mostrar molt sensible al tema de la pobresa al Sud del món, subratllant la opulència inútil del món occidental. També ha parlat de la qüestió social, de la importància de donar "uns salaris justs" als treballadors.
Els seus únics quatre públics generals han reunit un missatge significatiu. El primer està dedicat a la humilitat, on el Papa li crida un ministre perquè entengui el sentit de la humilitat. El segon està dedicat a la fe, i en aquella ocasió tan especial Joan Pau I recita un poema de Trilussa. El tercer està dedicat a l'esperança; i cita sant Tomàs d'Aquino. En la quarta i última audiència general, un dia abans de la seva mort, el Papa parla de caritat, cita alguns passatges de la Populorum progressio (encíclica de Pau VI) i, parlant també del progrés diví, convida un nen de cinquè, Daniel Bravo, per ajudar el papa. A l'inici d'aquesta última audiència, entre la multitud, algú li desitja llarga vida .
Entre els pocs textos que va aconseguir completar hi ha una "Catequètica en molles" i una carta als procuradors de la Companyia de Jesús, reunits a Roma per a la reunió mundial del 30 de setembre de 1978. En ella afirmava que "Sant Ignasi exigeix un refresc de la doctrina dels seus fills", convidant els joves a no adherir-se a les innovacions teòriques modernistes que repudien la tradició i la bona veritat de l'Església. Les seves paraules també van representar una condemna implícita de les tesis ecumenistes de Karl Rahner.

#### "Déu és pare, encara més és mare"
Durant l'Angelus del 10 de setembre de 1978, Joan Pau I va dir:
| « | Som objecte, per part de Déu, d'un amor etern: (Déu) és pare, encara més és mare | » |

Aquesta frase és una cita d'un passatge de l'Antic Testament, així com una simple interpretació d'alguns passatges de l'Evangeli. El concepte també va ser repetit diverses vegades pel seu successor Joan Pau II, per exemple a l'audiència del dimecres 20 de gener de 1999.
L'any 2012 (centenari del seu naixement) tant la República Italiana com l'Estat de la Ciutat del Vaticà, per recordar-lo, van emetre un segell dedicat a ell:
- 'El del Vaticà està format per un full de quatre segells amb Luciani assegut i beneint. Al costat esquerre del fullet hi havia la famosa frase: "Déu és pare, encara més és mare". A més, també es va encunyar una moneda de cinc euros de celebració, també dedicada a ell.
- L'italià és un segell únic (autoadhesiu) que representa el Papa Luciani beneint des del Palau Apostòlic i al costat dret la cúpula de la Basílica Vaticana.

## La mort

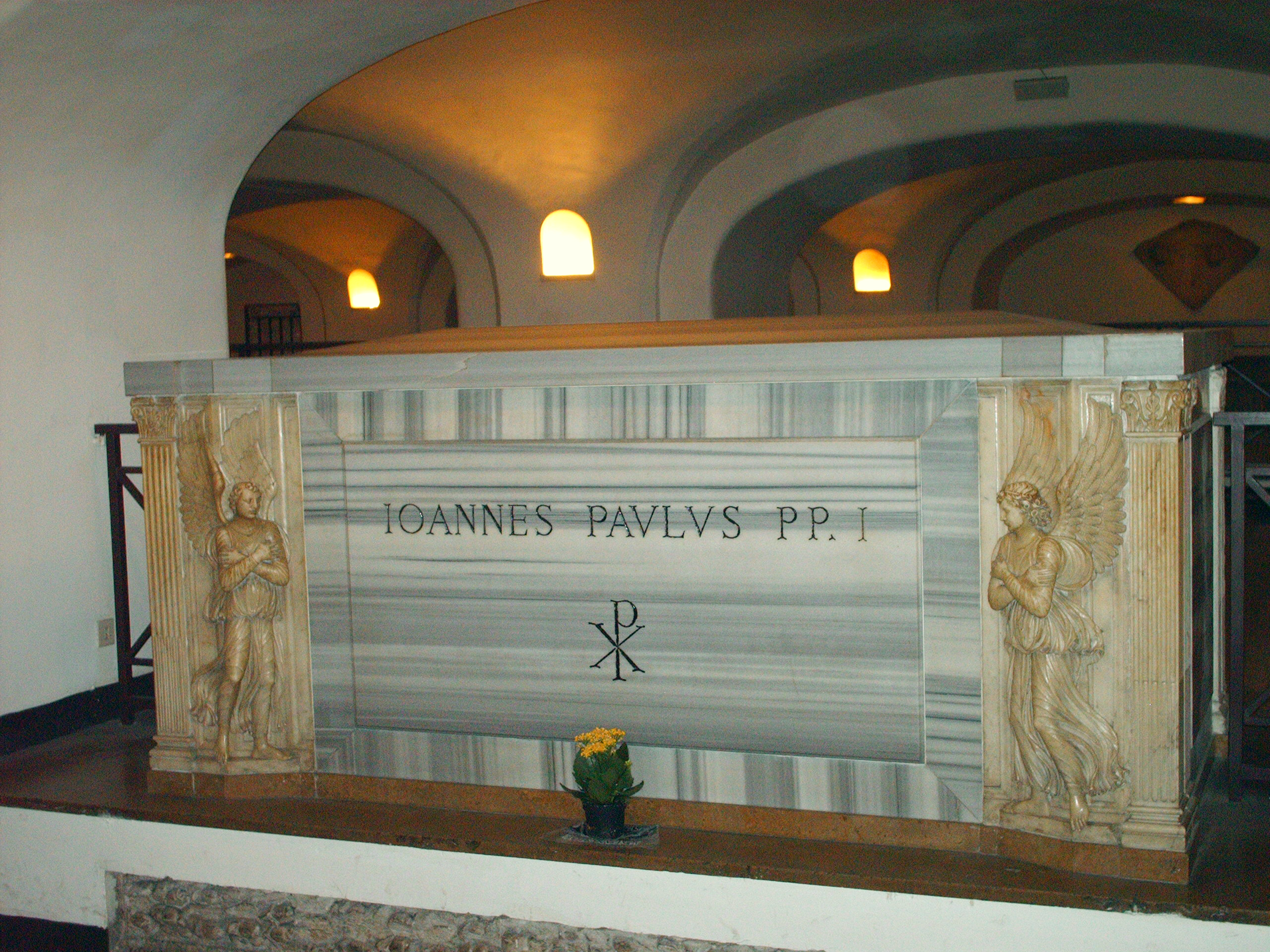
Tomba de Joan Pau I a les Grutes del Vaticà abans de la seva beatificació

El papa Luciani presumiblement va morir entre les 23 h del 28 de setembre de 1978 i les 5 de la matinada del 29 de setembre, al seu apartament privat, possiblement a causa d'un infart de miocardi. Segons una declaració oficial de la Santa Seu, poc abans de la seva mort, el papa es va quedar blanc quan es va assabentar del jove Ivo Zini, assassinat a Roma.
Cap a les 5:20 del matí va ser trobat mort al llit per les monges Vincenza Taffarel i Margherita Marin, de guàrdia a l'apartament. A les 6:00 el doctor Renato Buzzonetti constata la seva mort, redactant l'escriptura canònica de la Recognitio cadaveris. L'anunci de la seva mort es va fer a les 7:30 per Ràdio Vaticana. Tot seguit, el cos va ser traslladat a la Sala Clementina. El tractament conservador va començar a les 19.00 hores i es va completar a les 3.30 hores del matí següent. Durant moltes hores, l'endemà de la seva mort, una gran multitud de fidels va continuar marxant davant del seu cos, malgrat el mal temps. El 30 de setembre el cos del pontífex va ser traslladat a la basílica del Vaticà, on va romandre exposat fins al 3 d'octubre. Més d'un milió de fidels li van retre homenatge. En els dies immediatament posteriors a la seva mort, una part de la premsa va demanar en va fer una autòpsia al cos del papa, petició rebutjada pel col·legi cardinal com no preveu el protocol.
El papa Luciani descansa a les Grutes del Vaticà des del 4 d'octubre de 1978 .
En només trenta-tres dies del seu pontificat no va ser possible preparar l'anell del pescador per al papa Luciani. Va utilitzar l'"anell del Concili" (realitzat pel papa Pau VI per a tots els pares conciliars que van participar en el Concili Vaticà II) i va ser enterrat amb el mateix anell.

### Teories alternatives de la mort
La mort de Luciani va esdevenir en plena Guerra Freda en la qual els Estats Units i l'URSS es disputaven àrees d'influència. A l'Amèrica Llatina la teologia de l'alliberament s'havia convertit en la bíblia dels anomenats «capellans rebels» del Tercer món.
Segons els seus biògrafs, des del moment en el qual va accedir al tron de Pere, Joan Pau I va fer "prediccions" constants i obsessives als seus amics i col·laboradors més fidels dient-los que el seu pontificat seria curt. El bisbe irlandès John Magree (assenyalat des de bon començament com el descobridor del cadàver de Luciani), recorda en el llibre Un lladre de nit: la mort del Papa Joan Pau I: «Estava constantment parlant de la mort, recordant-nos que el seu pontificat seria curt. Sempre dient que el succeiria l'estranger». L'«estranger» era el polonès Wojtyla. També explica que, poques hores abans de morir, el papa li va dir: «Jo me'n vaig i el que s'asseu a la Capella Sixtina davant meu ocuparà la meva plaça». Després el mateix Wojtyla, ja convertit en Joan Pau II, va confirmar a Magree que, en el moment de l'elecció papal, ell es trobava gairebé de cara a Luciani.
Uns mesos després van començar a circular algunes hipòtesis alternatives sobre la seva mort.
La teoria desenvolupada pel periodista d'investigació britànic David Yallop, que sis anys després va escriure un assaig, In the name of God, en el qual planteja la hipòtesi d'un assassinat per motius polítics per part d'uns cardenals que s'oposaven a les intervencions reformistes previstes, va causar sensació del papa Luciani, en particular la de l'Institut per a les Obres de Religió, aleshores gestionat per Paul Marcinkus. La tarda anterior havia estat reunit amb el seu secretari d'Estat (el cardenal Villot) i se suposa que havien parlat sobre les profundes renovacions que pretenia dur a terme a la Cúria. Les declaracions de Vincenzo Calcara, penedit de Cosa Nostra, van alimentar posteriorment aquesta tesi, encara que fins ara mancaven de confirmació objectiva. La teoria de Yallop ha estat rebutjada per diversos autors. L'any 2018, un sacerdot va revelar en una entrevista a la Família Cristiana que el Papa patia una forma d'epilèpsia. El mateix pontífex havia revelat el mal al capellà mentre anaven cap a les sessions conciliars. Així que està segur que la mort del Papa és completament natural i no provocada per substàncies verinoses.

## Record després de la seva mort

### La memòria del papa Luciani a Canale d'Agordo

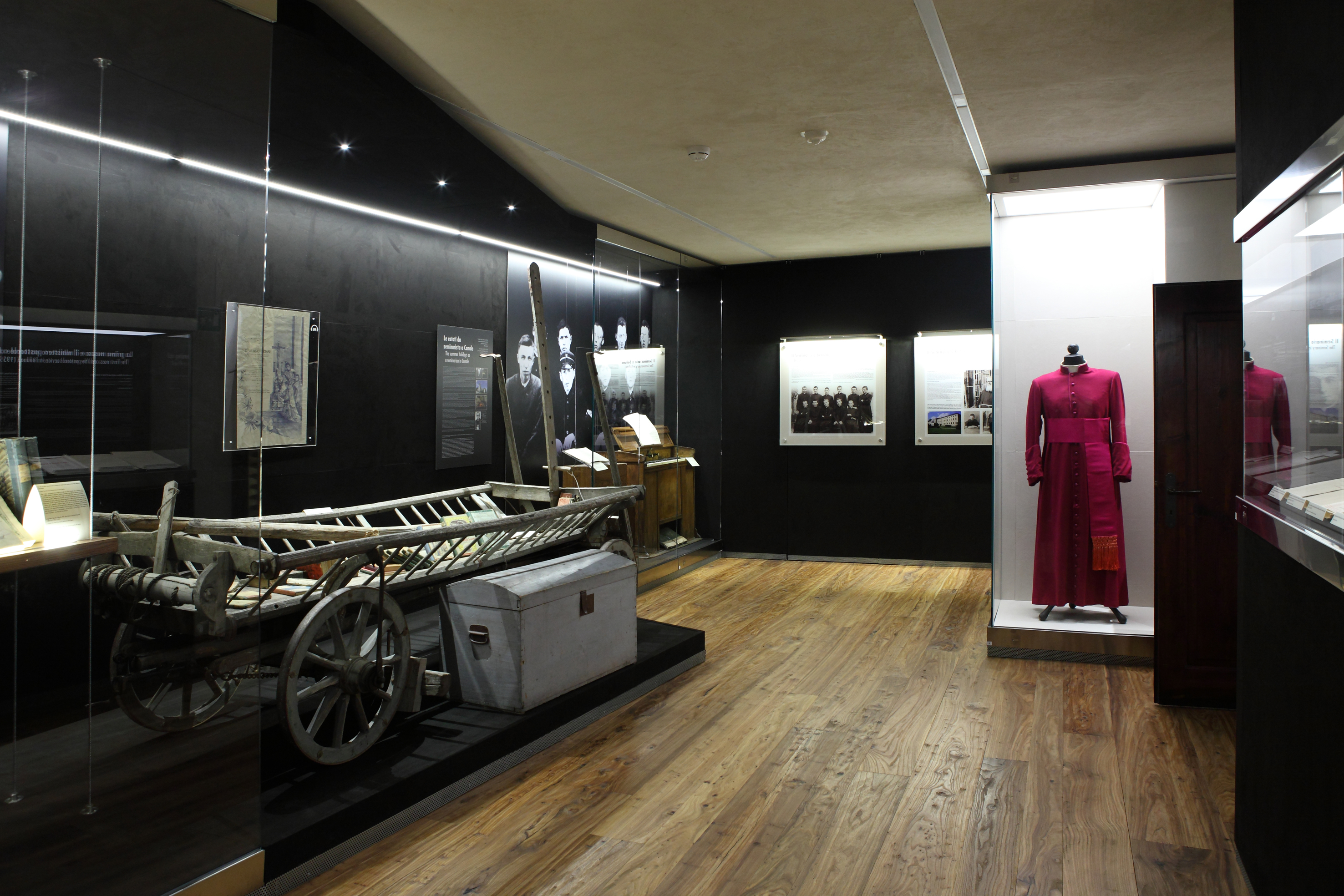
Interior del Museu Albino Luciani

En aquest petit poble de la zona de Belluno on va néixer, avui lloc de pelegrinatge a la seva figura, trobem:
- La plaça major dedicada a ell.
- A l'església de Pievanale, l'estàtua de la Humilitat de Riccardo Cenedese (1982)
- Davant de la casa natal una rajola de bronze pel centenari del seu naixement (2012) al costat esquerre el petit Albino i al costat contrari ell com a papa amb la mà doblegada com si acariciés un nen. El 27 de juny de 2019 la diòcesi de Vittorio Veneto compra la propietat i l'obre per primera vegada als fidels el 3 d'agost del mateix any.

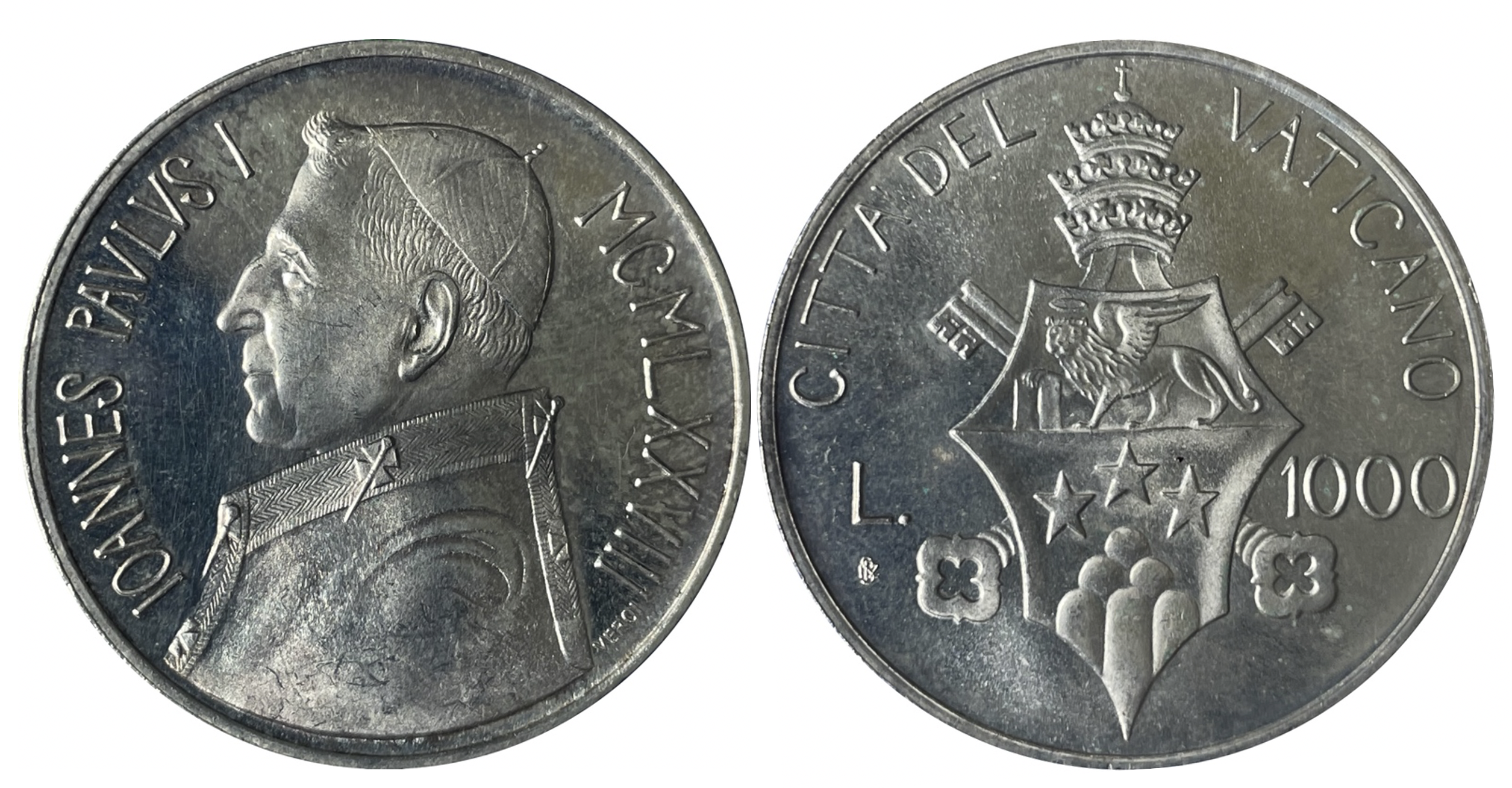
L'única moneda de Joan Pau I, 1.000 lires, circulació 200.000 peces, emesa l'any 1979 pel papa Joan Pau II per commemorar el papa Luciani.

#### El Museu Albino Luciani - MUSAL i Centre d'Estudis
Des de l'any 1978 s'ha establert a Canale d'Agordo un museu temporal de fotos i records del pontífex, que es trobava a la rectoria arxiprestal i només obre els mesos d'estiu. Trenta-vuit anys després de l'elecció com a papa, el 26 d'agost de 2016 (amb la presència del secretari d'estat del Vaticà Pietro Parolin) es va inaugurar el nou museu innovador Albino Luciani MUSAL.

#### Via Crucis amb el papa Luciani
El 22 d'agost de 2008 se li va dedicar un Via Crucis itinerant, que començava des de la primera estació de la plaça Papa Luciani (davant de la rectoria), continuant després en direcció al bosc de "Cavallera" per arribar gairebé al final de la frontera entre Canale i Caviola. El Via Crucis es desenvolupa en una distància de 2 km i les estacions es troben sobre grans blocs de roca blanca sobre els quals s'han col·locat 15 rajoles artístiques de bronze de la "Passió de Crist", realitzades per l'artista falcadí Franco Murer.

### Joan Pau I en memòria dels seus successors
| «                                                                   | Quan el Sant Pare Joan Pau I va parlar amb els participants a l'audiència general del dimecres 27 de setembre, ningú no s'havia imaginat que era per darrera vegada. La seva mort -després de 33 dies de pontificat- va sorprendre i va omplir el món sencer de profund dol. Aquell que tanta alegria va despertar a l'Església i tanta esperança va inspirar en el cor dels homes, en tan poc temps ha consumat i acabat la seva missió. En la seva mort va tenir lloc la paraula tan repetida de l'Evangeli: "... estigueu preparats, perquè a una hora que no us imagineu, vindrà el Fill de l'home" (Mt 24,44). Joan Pau sempre estava mirant. La crida del Senyor no el va sorprendre. La seguia amb la mateixa alegria angoixada amb què el 26 d'agost havia acceptat l'elecció al tron de Sant Pere. | » |
| — Papa Joan Pau II, primera audiència general, 25 d'octubre de 1978 | |   |

| «                                                                                     | Reflexionant sobre aquests textos bíblics, de seguida vaig pensar en el Papa Joan Pau I, el trentè aniversari de la seva mort avui es produeix. Va triar el mateix que el de Sant Carles Borromeu com a lema episcopal: Humilites. Una sola paraula que resumeix l'essencial de la vida cristiana i indica la virtut indispensable dels que en l'Església estan cridats al servei de l'autoritat. En una de les quatre audiències generals celebrades durant el seu brevíssim pontificat va dir entre altres coses, amb aquell to familiar que el distingia: "Em limito a recomanar una virtut, tan estimada pel Senyor: va dir: apreneu de mi que jo sóc mansu i humil de cor... Encara que hagis fet grans coses, digues: som servents inútils". I va observar: "En canvi, la tendència, en tots nosaltres, és més aviat la contrària: lluir". La humilitat es pot considerar el seu testament espiritual. Gràcies precisament a aquesta virtut seva, 33 dies van ser suficients perquè el papa Luciani entrés al cor de la gent. En els seus discursos va utilitzar exemples extrets de fets concrets de la vida, dels seus records familiars i de la saviesa popular. La seva senzillesa va ser el vehicle d'un ensenyament sòlid i ric, que gràcies al do d'una memòria excepcional i d'una vasta cultura, va embellir amb nombroses cites d'escriptors eclesiàstics i profans. Va ser, doncs, un catequista incomparable, seguint els passos de sant Pius X, el seu paisà i predecessor primer a la càtedra de sant Marc i després a la de sant Pere. "Ens hem de sentir petits davant Déu", va dir en aquell mateix públic. I afegia: «No em fa vergonya sentir-me un nen davant la meva mare: crec en la meva mare, crec en el Senyor, en allò que Ell m'ha revelat". Aquestes paraules mostren tota la profunditat de la seva fe. Mentre donem gràcies a Déu per haver-lo donat a l'Església i al món, valorem el seu exemple, comprometent-nos a conrear la seva pròpia humilitat, que li va permetre parlar amb tothom, especialment amb els més petits i els anomenats llunyans. Per això invoquem Maria Santíssima, humil Serva del Senyor. | » |
| — Papa Benet XVI, Angelus, Palau Apostòlic de Castel Gandolfo, 28 de setembre de 2008 | |   |

| «                                                                                                | Germans, germanes, el nou beat va viure així: en l'alegria de l'Evangeli, sense compromís, estimant fins al final. Va encarnar la pobresa del deixeble, que no és només deslligar-se dels béns materials, sinó sobretot superar la temptació de posar-se al centre i buscar la pròpia glòria. Al contrari, seguint l'exemple de Jesús, va ser un pastor mansu i humil. Es considerava com la pols sobre la qual Déu es va dignar a escriure. Per això va dir: "El Senyor ha recomanat tant: sigueu humils. Encara que hàgiu fet grans coses, digueu: som servents inútils". Amb un somriure, el papa Luciani va aconseguir transmetre la bondat del Senyor. Una Església és bella amb una cara feliç, una cara serena, el rostre somrient, una Església que no tanca mai les seves portes, que no amarga els cors, que no es queixa i no alberga ressentiments, no s'enfada, no està impacient, no es presenta d'una manera lúgubre, no pateix nostàlgia. pel passat caient en l'endarreriment. Preguem al nostre pare i germà, demanem-li que obtingui "el somriure de l'ànima", el transparent, el que no enganya: el somriure de l'ànima. Demanem, amb les seves paraules, allò que ell mateix solia demanar: "Senyor, pren-me tal com sóc, amb els meus defectes, amb les meves mancances, però deixa'm ser com tu em vols". No pateix nostàlgia del passat, caient enrere. Preguem al nostre pare i germà, demanem-li que obtingui "el somriure de l'ànima", el transparent, el que no enganya: el somriure de l'ànima. Demanem, amb les seves paraules, allò que ell mateix solia demanar: "Senyor, pren-me tal com sóc, amb els meus defectes, amb les meves mancances, però deixa'm ser com tu em vols" no pateix nostàlgia del passat, caient enrere. Preguem al nostre pare i germà, demanem-li que obtingui "el somriure de l'ànima", el transparent, el que no enganya: el somriure de l'ànima. Demanem, amb les seves paraules, allò que ell mateix solia demanar: «Senyor, pren-me tal com sóc, amb els meus defectes, amb les meves mancances, però deixa'm ser com tu em vols'" | » |
| — Papa Francesc, homilia amb motiu de la beatificació del Papa Joan Pau I, 4 de setembre de 2022 | |   |

## El procés de beatificació
Poc després de la seva mort, les peticions d'obertura del procés de beatificació van arribar de diverses parts del món catòlic. La petició es va formalitzar l'any 1990 amb la signatura de 226 bisbes brasilers, entre ells quatre cardenals. El 26 d'agost de 2002, el bisbe de Belluno-Feltre Vincenzo Savio, al final de la missa celebrada a Canale d'Agordo en memòria del vint-i-quatre aniversari de l'elecció al tron papal d'Albino Luciani, va anunciar l'inici de la fase preliminar. fase de recollida dels documents i dels testimonis necessaris per iniciar el procés de beatificació.
El 8 de juny de 2003, al final de l'assemblea sinodal celebrada a la catedral basílica de San Martí de Belluno, el bisbe Savio va anunciar que la Congregació per a les Causes dels Sants havia expressat una "opinió positiva" sobre la "possibilitat de procedir, amb els passos establerts, en la causa de beatificació i canonització del servent de Déu Joan Pau I "i" admet de bon grat que, a nivell diocesà, la investigació sobre la vida i les virtuts del servent de Déu Joan Pau I, així com la seva fama de santedat, té lloc a la cúria diocesana de la diòcesi de Belluno-Feltre".
La investigació diocesana va començar a funcionar el 22 de novembre de 2003. El procés diocesà va tenir lloc en 203 sessions, durant les quals, a la seu episcopal de Belluno, Vittorio Veneto, Venècia i Roma, 167 testimonis van ser interrogats, tots cara a cara (o "en viu") excepte un.
El 23 de novembre de 2003 es va celebrar a la catedral de Belluno la sessió inaugural de la investigació diocesana sobre el procés de beatificació, presidida pel bisbe Savio en presència del cardenal José Saraiva Martins, a l'època prefecte de la Congregació per a les Causes dels Sants. Com que el bisbe de Belluno-Feltre era salesià, el postulador general de la família salesiana, don Pasquale Liberatore, va ser nomenat postulador de la causa. Stefania Falasca va ser nomenada vicepostuladora de la causa : és la primera vegada que el càrrec de vice postuladora de la causa d'un pontífex s'encarrega a una dona. El 10 de novembre de 2006 la sessió de cloenda de la investigació diocesana del procés de beatificació es va celebrar a la catedral de Belluno. Tots els actes processals, amb la documentació arxivística relativa, van ser transmesos a la Congregació per a les Causes dels Sants.
El 9 de novembre de 2007, el Congrés ordinari de la Congregació per a les Causes dels Sants, examinat tots els documents rebuts per la mateixa congregació, va observar que la documentació presentava diferents llacunes, especialment pel que fa als documents conservats a l'arxiu històric de el patriarcat de Venècia i a l'arxiu de la Conferència Episcopal del Triveneto. Per tal d'adquirir la documentació que faltava, la Congregació va sol·licitar una investigació suplementària i el 25 de març de 2008 Giuseppe Andrich, el nou bisbe de Belluno-Feltre, va establir llavors el tribunal per a la investigació diocesana suplementària.
Després d'haver rebut els documents desapareguts i d'haver-los sotmès a judici, el 27 de juny de 2008 la Congregació per a les Causes dels Sants va signar el decret de vigència dels actes de la investigació diocesana. El 30 de maig de 2009 va acabar a Altamura el judici sobre la presumpta curació miraculosa, atribuïda a la intercessió del papa Luciani, de Giuseppe Denora, fidel apulià natural de la diòcesi d'Altamura-Gravina-Acquaviva delle Fonti que el 1992 es va recuperar d'un tumor a l'estómac. Els actes van ser enviats a la Congregació per a les Causes dels Sants a l'espera de la consulta mèdica i la consulta teològica per expressar la seva opinió al respecte.
El 25 de març de 2010, la Congregació per a les Causes dels Sants va sancionar la validesa del procés diocesà sobre la curació de Joseph Denora. El miracle va ser investigat per la consultoria mèdica laica.
El 17 d'octubre de 2012 (dia del centenari del naixement del papa Luciani), el bisbe Enrico dal Covolo, nou postulador de la causa després de la mort de don Pasquale Liberatore, va lliurar al cardenal Angelo Amato, aleshores prefecte de la Congregació per a les Causes. dels Sants, el Summarium testium, el primer dels quatre documents que van ajudar a preparar la Positio, o el dossier que inclou tot el conjunt de proves que han de demostrar l'heroisme de la vida, les virtuts i la reputació de santedat del candidat.
L'abril de 2015 la diòcesi de Vittorio Veneto va comunicar que el suposat miracle sobre la curació de Giuseppe Denora no havia estat reconegut com a tal per la comissió d'experts encarregats; calia un nou miracle per procedir al procés de beatificació. L'agost de 2015 el bisbe de Belluno-Feltre Giuseppe Andrich va informar que la Positio s'havia acabat, i entre els testimonis examinats també hi havia el personal del papa emèrit Benet XVI (fins ara un unicum històric ja que és la primera vegada). que un Papa emet un testimoni de visusobre un altre Papa) i el procés de beatificació havia arribat a la seva fi.
El 16 d'octubre de 2015, el bisbe de Belluno-Feltre va nomenar com a nou postulador de la causa el cardenal Beniamino Stella, aleshores prefecte de la Congregació per al Clergat i natural de la diòcesi de Vicenza, que va substituir el bisbe Enrico dal Covolo.
El juliol de 2016 es va conèixer un nou miracle atribuït a Joan Pau I a Amèrica Llatina.
El 17 d'octubre de 2016, la Positio, formada per cinc volums, va ser lliurada a la Congregació per a les Causes dels Sants. Segons la pràctica, els òrgans que jutgen la Positio estan cridats a expressar-se amb vot, positiu o negatiu, en dues sessions d'examen diferenciades: la del Congrés de consultors teològics i la de la sessió ordinària de cardenals i bisbes.
El Congrés de Teòlegs va pronunciar el seu vot positiu per unanimitat l'1 de juny de 2017, mentre que el 3 de novembre de 2017 la Sessió Ordinària de Cardenals i Bisbes es va expressar amb el mateix resultat amb l'objectiu de reconèixer les virtuts heroiques de Joan Pau I. El 8 de novembre el Papa Francesc va fer públic el decret sobre les virtuts heroiques del papa Luciani: d'aquesta manera es va completar el procés de judici final per a la proclamació de les virtuts que van fer venerable Albino Luciani.
A finals de novembre de 2016 es va concloure la investigació diocesana, establerta el mateix any a l'arxidiòcesi de Buenos Aires, per un cas de suposada curació extraordinària que va tenir lloc a la capital argentina el 23 de juliol de 2011 per intercessió de Joan Pau I. a favor d'una nena, Candela Giarda, que pateix "encefalopatia inflamatòria aguda severa, estat epilèptic maligne refractari, xoc sèptic". L'infant en qüestió, el 20 de març de 2011, quan només tenia onze anys, va començar a patir forts mals de cap que van durar fins al 27 de març, quan, a més de la migranya, els símptomes van començar a preocupar la família: febre, vòmits, trastorns del comportament i de la parla. El quadre clínic molt preocupant va fer que fos hospitalitzada d'urgència a Paraná. Després de sotmetre's a exàmens clínics acurats, es va formular el diagnòstic d'"encefalopatia epilèptica d'inici agut amb estat epilèptic refractari d'etiologia desconeguda". Durant la seva estada a l'hospital, Candela tenia freqüents convulsions epilèptiques diàriament, tant és així que era necessària la intubació. El 26 de maig va ser traslladada amb pronòstic reservat a la unitat de cures intensives d'un hospital de la capital argentina. El 22 de juliol, arran d'un nou empitjorament del quadre clínic per l'aparició d'una afecció sèptica per bronconeumònia, els metges van decidir trucar als familiars per informar-los d'una possible i imminent mort de la nena. La idea d'invocar la intercessió del papa Luciani li va venir al rector de la parròquia a la qual pertanyia el complex hospitalari. Ells, molt devot del "papa del somriure", va proposar, a la mare de Candela i posteriorment al personal mèdic present a les cures intensives, pregar a Joan Pau I perquè la nena es guarís. El 23 de juliol de 2011, contràriament a totes les expectatives, Candela es va començar a recuperar ràpidament i el 5 de setembre del mateix any va ser donada d'alta de l'hospital. Va recuperar una completa autonomia física i psicocognitiva-conductual.
L'esmentat cas va ser portat a la discussió del Consell Mèdic el 31 d'octubre de 2019, que va establir per unanimitat que es tractava d'una cura científicament inexplicable. El 6 de maig de 2021, el Congrés de Teòlegs va expressar una opinió positiva. L'última votació, la de la Sessió de Cardenals i Bisbes, que va concloure el procés judicial del judici super miro (és a dir, "sobre el miracle"), s'ha expressat positivament.

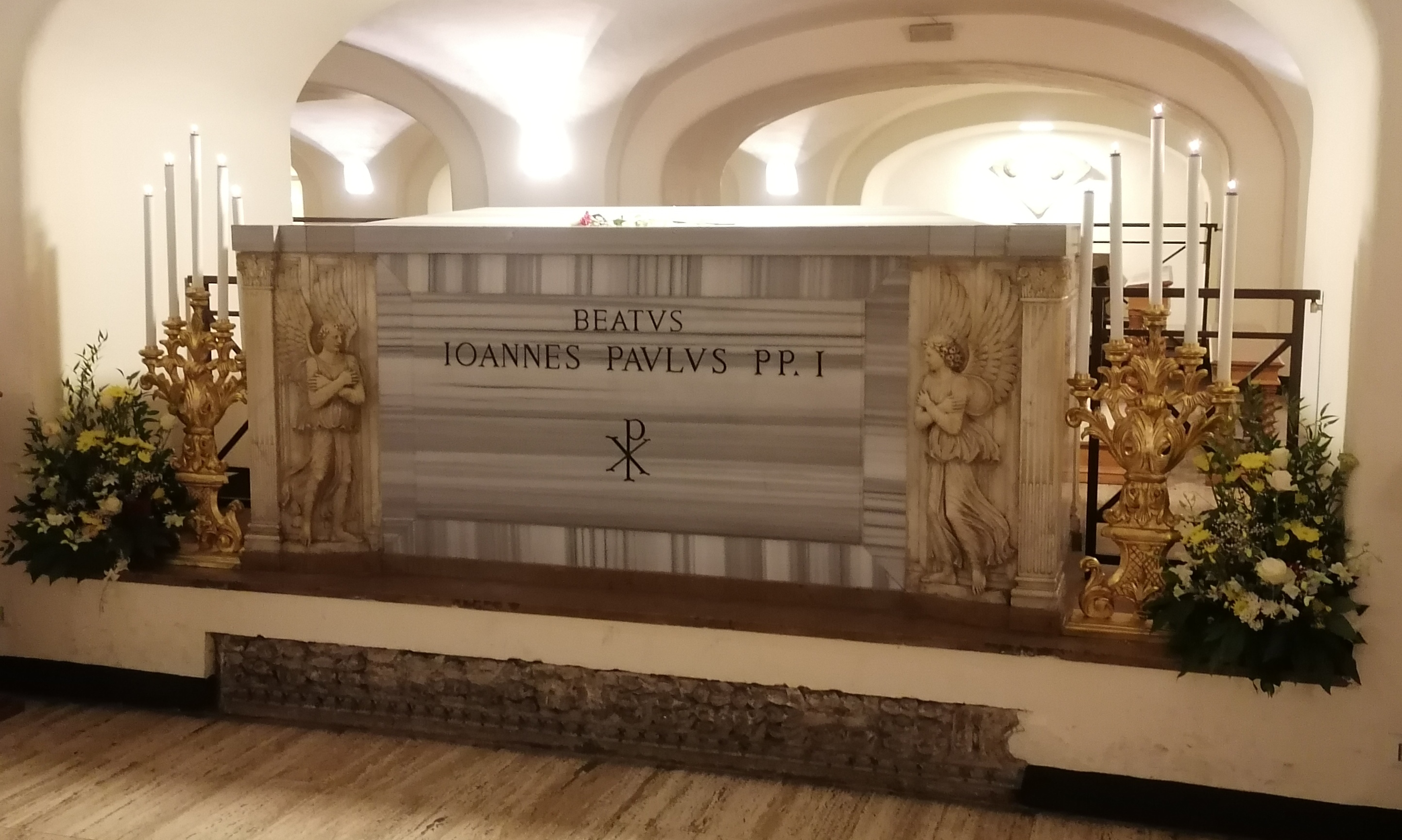
Tomba de Joan Pau I després de la seva beatificació

El 13 d'octubre de 2021 el papa Francesc va reconèixer el miracle que es va produir per intercessió de Joan Pau I i el 4 de setembre de 2022 va ser beatificat pel mateix pontífex a la plaça de Sant Pere, en presència d'uns 25.000 fidels, entre ells el president de la República Italiana Sergio Mattarella, el ministre de Relacions amb el Parlament Federico D'Incà i el president de la regió del Vèneto Luca Zaia; prop de 400 cardenals, bisbes i sacerdots van concelebrar la litúrgia amb el Papa. A la façana de la basílica vaticana, durant la celebració, es va exposar el tapís amb el retrat del papa Luciani fet sobre un quadre de l'artista xinès Yan Zhang. El reliquiari és una «absoluta novetat per a un papa»: creat per l'escultor Franco Murer, conté un escrit autografiat de Joan Pau I sobre les tres virtuts teològiques (fe, esperança i caritat), que es remunta a 1956, que està fixada en una creu tallada en fusta de noguera, que descansa sobre un basament de pedra de Canale d'Agordo; després de la cerimònia es conservarà a la catedral de Belluno. La tomba, com la de Sant Pau VI, roman a les Grutes Vaticanes. El memorial litúrgic té lloc el 26 d'agost, dia de la seva elecció com a Summe Pontífex.

## Obres
- Catechetica in briciole, 1949
- L'origine dell'anima secondo Antonio Rosmini, 1950 (tesi di laurea)
- Illustrissimi, 1976

## Joan Pau I en la cultura de masses
Nel de setembre de 2005, in occasione della ricorrenza della scomparsa di papa Luciani, la testata documentaristica La grande storia di Rai 3 ha realizzato un film-documento inedito sulla vita e il pontificato (Giovanni Paolo I, Il Papa del sorriso) a cura di Luigi Bizzarri. Viene riproposto il 17 d'agost de 2012 in occasione del centenario della nascita (1912-2012) ed il 1º de setembre de 2022 in occasione della sua beatificazione.

### Especials de televisió a Itàlia
El 1988 Mixer, l'històric programa televisiu de Giovanni Minoli emès a Rai 2, va emetre l'episodi-investigació La strana morte di Papa Luciani, reviscut el 2006 per un altre programa de Minoli, La storia siamo noi.
El setembre de 2005, amb motiu de l'aniversari de la mort del papa Luciani, la revista documental La grande storia de Rai 3 va fer una pel·lícula-documental inèdit sobre la vida i el pontificat (Giovanni Paolo I, Il Papa del sorriso) editat per Luigi Bizzarri. S'emeté novament el 17 d'agost de 2012 amb motiu del centenari del seu naixement (1912-2012) i l'1 de setembre de 2022 amb motiu de la seva beatificació.

### Al cinema
A la pel·lícula El Padrí III, de 1990, s'inclou la teoria de l'assassinat del Papa Joan Pau I, encara que els noms dels personatges ("Cardenal Lamberto") i l'any de la seva mort (1980) són diferents. El personatge del Cardenal Lamberto/Joan Pau I estava interpretat per l'actor Raf Vallone.
A la comèdia de ciència-ficció del 2004 InvaXön - Alieni in Liguria, en una de les primeres escenes, ambientada al Vaticà, s'imagina que el papa Luciani era conscient de l'existència de civilitzacions alienígenes i que estava a punt de fer pública la notícia, només ser assassinat per evitar-ne la divulgació.

#### La minisèrie de televisió
Rai 1 va presentar la minisèrie de televisió Papa Luciani - Il sorriso di Dio, els vespres del 23 i 24 d'octubre de 2006, seguida per més de 10 milions d'espectadors. El paper de Joan Pau I és interpretat per l'actor Neri Marcorè. Es va tornar a emetre el 26 d'agost de 2012 amb motiu del centenari del seu naixement en una versió restringida al vespre.
La pel·lícula va ser criticada pels retrats que no corresponen a la realitat d'alguns personatges (sobretot els Cardenals del concili) i perquè abraça, encara que no obertament, la tesi de la conspiració, que segons la pel·lícula hauria sorgit ja l'endemà de la seva mort.
En particular, el cardenal Tarcisio Bertone també va criticar l'etiqueta de "pontífex de bon humor" que s'aplicava al protagonista. Albino Luciani era un home mansu, però extremadament preparat i ferm en les seves decisions: per exemple, no hi ha episodis com el tancament de la FUCI el 1974 i les Dolomites d'Agordo .

### Música
A ell li han dedicat la cançó "Hey, Luciani" del grup The Fall i l' àlbum Wave de Patti Smith.
També apareix entre els personatges italians famosos al vídeo de 2007 "Buonanotte all'Italia" de Luciano Ligabue.